# Kaschtanowka (Karalkehmen)
Kaschtanowka (russisch Каштановка; deutsch Karalkehmen, 1938 bis 1945 Karlen; litauisch Karalkiemis) ist ein verlassener Ort in der russischen Oblast Kaliningrad. Im Umbenennungserlass von 1950 wurde Kaschtanowka mit dem deutschen Ort Karalkehmen/Karlen im heutigen Rajon Neman identifiziert. Gemäß Karten von Anfang der 1970er Jahre befand sich Kaschtanowka (inzwischen) an dem ehemaligen deutschen Nachbarort Lindenthal, auch der Ort Uszgirren/Waldenau war einbezogen, jeweils auf dem Gebiet des heutigen Rajon Krasnosnamensk.

## Geographische Lage
Die Ortsstelle von Kaschtanowka, bezogen auf den ehemaligen deutschen Ort Lindenthal, befindet sich nach etwa drei Kilometern an einer Nebenstraße, die einen Kilometer nordwestlich von Uslowoje (Rautenberg) von der Kommunalstraße 27K-187 nach Südwesten abzweigt. Der Ort Karalkehmen/Karlen befand sich gut einen Kilometer weiter nordwestlich.

## Geschichte
Karalkehmen bestand vor 1945 lediglich aus ein paar kleinen Höfen. Zwischen 1874 und 1945 war das Dorf in den Amtsbezirk Rautenberg eingegliedert und gehörte somit zum Kreis Ragnit, nach 1922 zum Landkreis Tilsit-Ragnit im Regierungsbezirk Gumbinnen der preußischen Provinz Ostpreußen. Im Jahre 1910 zählte Karalkehmen 32 Einwohner. Am 30. September 1928 wurde der Gutsbezirk Lindenthal in die Landgemeinde Karalkehmen eingemeindet und die Gemeinde Karalkehmen gleichzeitig in „Lindenthal“ umbenannt. Der Ortsteil Karalkehmen erhielt am 3. Juni 1938 den veränderten Namen „Karlen“.
Im Jahr 1945 kam der Ortsteil mit den übrigen nordostpreußischen Orten zur Sowjetunion. Er erhielt im Jahr 1950 wieder eigenständig den russischen Namen Kaschtanowka und wurde gleichzeitig in den Dorfsowjet Malomoschaiski selski Sowet im Rajon Sowetsk eingeordnet. Laut Karten von Anfang der 1970er Jahre befand sich Kaschtanowka aber zu diesem Zeitpunkt inzwischen an der Ortsstelle des Gutes Lindenthal im Rajon Krasnosnamensk, während die Ortsstelle Karalkehmen/Karlen verlassen war. Im Verwaltungsverzeichnis der Oblast Kaliningrad von 1975 ist der Ort nicht mehr aufgeführt.

## Kirche
In Karalkehmen resp. Karlen war die Bevölkerung fast ausnahmslos evangelischer Konfession. Das Dorf gehörte zur Kirche Rautenberg (heute russisch: Uslowoje) in der Diözese Ragnit im Kirchenkreis Tilsit-Ragnit innerhalb der Kirchenprovinz Ostpreußen der Kirche der Altpreußischen Union.